# 1127 Mimi
Mimi (asteróide 1127) é um asteróide da cintura principal com um diâmetro de 46,84 quilómetros, a 1,9092163 UA. Possui uma excentricidade de 0,2641665 e um período orbital de 1 526,54 dias (4,18 anos).
Mimi tem uma velocidade orbital média de 18,49076876 km/s e uma inclinação de 14,75127º.
Esse asteróide foi descoberto em 13 de Janeiro de 1929 por Sylvain Arend.